# Festina lente

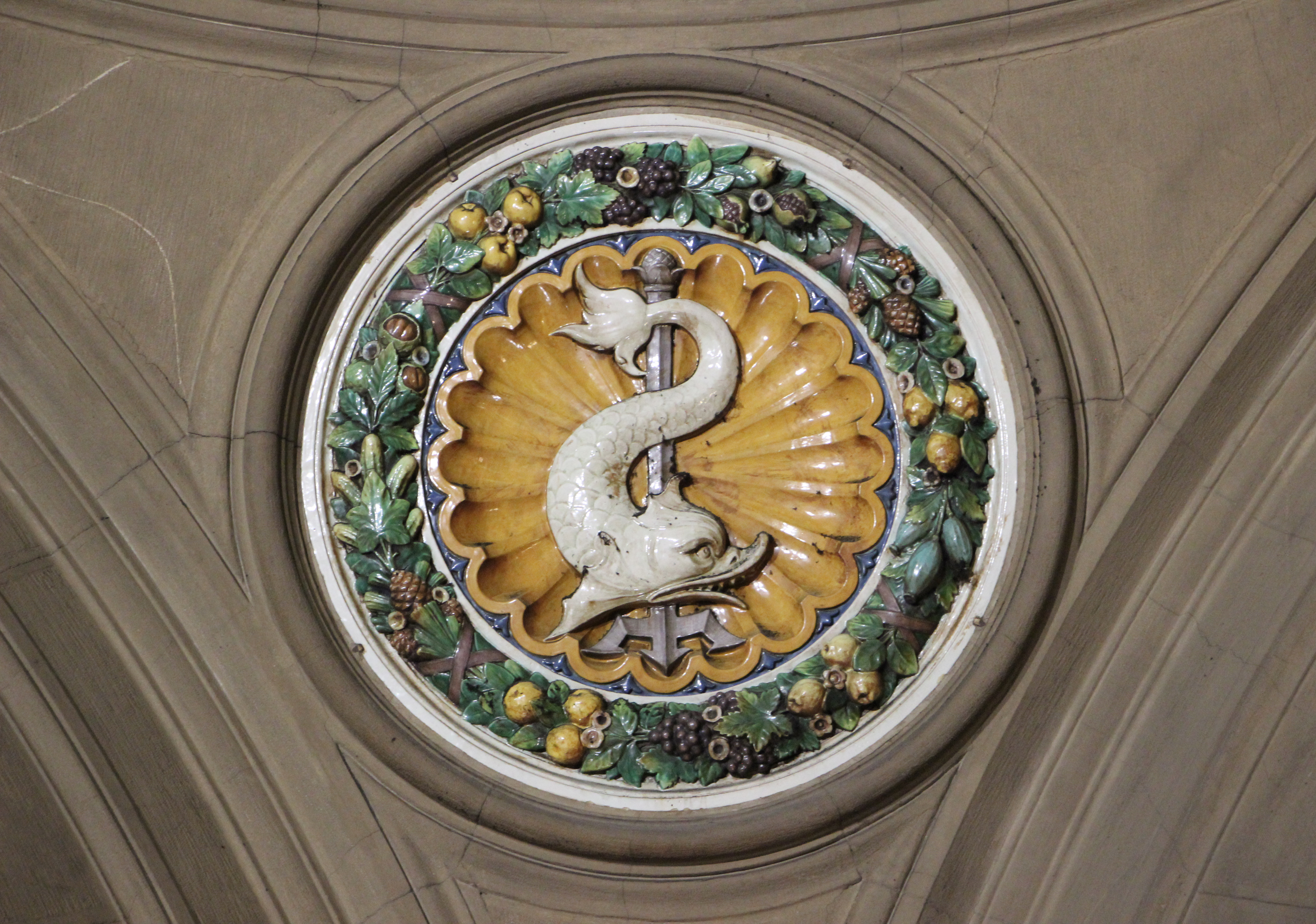
Festina lente. Тондо интерьера здания почты. Флоренция. Ок. 1880. Майолика. Мануфактура Улисса Кантагалли

«Festina lente» (с лат. — «Поспешай медленно», «Торопись не спеша») — латинское крылатое выражение, употребляемое в значении «не делай наспех».
Выражение соответствует целому ряду русских фразеологизмов: «Тише едешь — дальше будешь», «Торопись медленно», «поспешишь — людей насмешишь», «поспешай, да не торопись», «дело верши, да не спеши», «кто берёт махом, кончает прахом» и тому подобное.

## История
Согласно Светонию («Жизнь двенадцати цезарей», «Божественный Август», XXV. 4.), это было одно из любимых выражений Октавиана Августа: «Образцовому полководцу, по его [Августа] мнению, меньше всего пристало быть торопливым и опрометчивым. Поэтому он часто повторял изречения: „Спеши не торопясь“ (Speude bradeôs), „Осторожный полководец лучше безрассудного“ и „Лучше сделать поудачней, чем затеять побыстрей“. Поэтому же он никогда не начинал сражение или войну, если не был уверен, что при победе выиграет больше, чем потеряет при поражении. Тех, кто домогается малых выгод ценой больших опасностей, он сравнивал с рыболовом, который удит рыбу на золотой крючок: „оторвись крючок — никакая добыча не возместит потери“» (пер. М. Гаспарова).

Погодите немного; не будьте столь быстры в своих предприятиях. Знаете, что говорил Октавиан Август? Festina lente.
— Франсуа Рабле. Гаргантюа и Пантагрюэль. — К.: Гослитиздат, 1956. — Кн. I, гл. 33. — С. 61—62.
Эразм Роттердамский в своём собрании изречений «Пословицы» называет эту пословицу «царственной». Действительно, сочетание противоположных по смыслу понятий и предельный лаконизм придают ей совершенно особую выразительность, что подметил Константин Бальмонт:

Что за пленительная противоречивость — тихая скорость, вроде латинского festina lente.
— Бальмонт К. Д. — М. А. Волошину, 26 октября 1911 г. // Волошин М. А. Избранное. — Минск: Мастацкая литература, 1993. — С. 323.

Наиболее подходящим девизом для педагога, желающего достигнуть на первых ступенях изучения языка наилучших успехов, должны быть слова festina lente.
— ЖМНП. 1911. VII. С. 80

## В искусстве

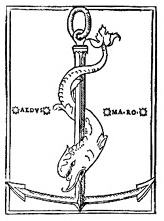
Издательская марка Альда Мануция

Якорь (символ надежды), обвиваемый дельфином, вместе с девизом Festina lente (популярная христианская максима), был распространенной эмблемой, появлявшейся на монетах со времен правления императора Тита. Такая же эмблема была у известного итальянского издателя и книгопечатника Альда Мануция, первым начавшего ставить дельфина и якорь на свои книги. Композитор Арво Пярт использовал девиз в качестве названия произведения: Festina lente.
Festina lente — пешеходный мост через реку Миляцка в Сараево. Мост длиной 38 метров имеет необычную петлю в середине, предлагая замедлить движение и наслаждаться видом.